# Ivaiporã
Ivaiporã es un municipio brasileño del estado de Paraná. Posee un área de 432,470 km² representando el 0,217 % del estado, 0,0767 % de la región y 0,0051 % de todo el territorio brasileño. Se localiza a una latitud 24°14'52" sur y a una longitud 51°41'06" oeste, estando a una altitud de 692 m. Su población estimada en 2005 era de 29.213 habitantes.

## Historia
La región del municipio de Ivaiporã inició su ciclo colonizador alrededor de la década de 40, cuando las tierras, consideradas las más fértiles del país, atrajeron la atención de leñadores que vinieron de todas las regiones brasileñas. Fue creado a través de la Ley Estatal nº 4245, del 25 de julio de 1960, e instalado el 19 de noviembre del año siguiente, separado de Manoel Ribas.

### Demografía
Datos del Censo - 2010
Población total: 31.816	
- Urbana: 27.438
- Rural:4.378
- Hombres: 15.420
- Mujeres: 16.396

Índice de Desarrollo Humano (IDH-M): 0,764
- IDH-M Salario: 0,673
- IDH-M Longevidad: 0,774
- IDH-M Educación: 0,846

## Administración
- Prefecto: Cyro Fernandes Correa Júnior (2009/2012)
- Viceprefecto: Luiz Antonio Duarte
- Presidente de la cámara: Ademar Soares de Souza (2009/2012)